# Jolana Hradilová
Jolana Hradilová (Nové Město na Moravě, 29 giugno 2004) è una combinatista nordica ceca.

## Biografia
Jolana Hradilová, attiva dal gennaio del 2018, ha esordito in Coppa del Mondo il 2 dicembre 2022 a Lillehammer (29ª) e ai Campionati mondiali a Trondheim 2025, dove si è classificata 38ª nel trampolino normale, 35ª nella partenza in linea e 10ª nella gara a squadre mista. 

## Palmarès

### Coppa del Mondo
- Miglior piazzamento in classifica generale: 28ª nel 2023